# Anthony Raffa
Anthony Joseph Raffa (Strathmere, 2 settembre 1989) è un allenatore di pallacanestro e cestista statunitense naturalizzato italiano.